# ジョン・ニコルソン
ジョン・ニコルソン（John Nicholson, 1941年10月6日 - 2017年9月20日）は、ニュージーランド・オークランド出身のレーシングドライバー、エンジニアである。

## 経歴
1972年、ニコルソンはマクラーレンと契約してニコルソン・マクラーレン・エンジンズを興した。1973年よりニコルソンがチューニングしたDFVエンジンを使用したマクラーレンは、1974年のF1でコンストラクターズタイトルとドライバーズタイトル、1976年のF1でドライバーズタイトルを獲得した。1988年にF3000に関わり始めると、ニコルソンのDFVエンジンを使用したロベルト・モレノが同年のドライバーズタイトルを獲得した。以後、ニコルソンはフォーミュラカー、スポーツカーの各カテゴリーにエンジンチューナーとして関わった。
ニコルソン・マクラーレンと並行し、ニコルソンはドライバーとしても活動した。1973年と1974年にはイギリスのフォーミュラアトランティック選手権のタイトルを獲得し、1974年と1975年のF1イギリスGPにリンカーより参戦した。
2017年9月20日、隠棲先のニュージーランドで逝去。75歳没。

## F1での年度別成績
| 年     | 所属チーム                       | シャシー | 1   | 2   | 3   | 4   | 5   | 6   | 7   | 8   | 9   | 10      | 11  | 12  | 13  | 14  | 15  | WDC       | ポイント |
| ------ | -------------------------------- | -------- | --- | --- | --- | --- | --- | --- | --- | --- | --- | ------- | --- | --- | --- | --- | --- | --------- | -------- |
| 1974年 | リンカー／ピッチ (プラント) Ltd. | 006      | ARG | BRA | RSA | ESP | BEL | MON | SWE | NED | FRA | GBR DNQ | GER | AUT | ITA | CAN | USA | NC (62位) | 0        |
| 1975年 | リンカー／ピッチ (プラント) Ltd. | 006      | ARG | BRA | RSA | ESP | MON | BEL | SWE | NED | FRA | GBR 17  | GER | AUT | ITA | USA |     | NC (42位) | 0        |